# Крещение Владислава Варненчика
«Крещение Владислава Варненчика 18 февраля 1425 года» (пол. Chrzest Władysława Warneńczyka 18-lutego-1425 roku) — картина польского художника Яна Матейко на исторический сюжет, созданная в 1881 году. Хранится в Национальном музее в Варшаве.

## Описание
Художник изобразил крещение принца Владислава — сына короля Польши и великого князя Литвы Владислава II Ягелло и Софии Гольшанской. Церемония прошла 18 февраля 1425 года, спустя девять лет Владислав-младший потерял отца и унаследовал обе его короны. В 1440 году он стал ещё и королём Венгрии, а в 1444 году возглавил крестовый поход и погиб в битве при Варне, получив посмертно прозвище Варненчик.